# Dekanat Siemiatycze (diecezja drohiczyńska)
Dekanat Siemiatycze – jeden z 11 dekanatów rzymskokatolickich w diecezji drohiczyńskiej.

## Parafie
W skład dekanatu wchodzi 12 parafii:
- Czartajew - parafia Podwyższenia Krzyża Świętego
- Dziadkowice - parafia Trójcy Przenajświętszej
- Kłopoty-Stanisławy - parafia Matki Bożej Różańcowej
- Mielnik - parafia Przemienienia Pańskiego
- Milejczyce - parafia św. Stanisława Biskupa i Męczennika
- Niemirów - parafia św. Stanisława Biskupa i Męczennika
- Nurzec-Stacja - parafia Matki Bożej Częstochowskiej
- Osmola - parafia Matki Bożej Bolesnej
- Siemiatycze - parafia św. Andrzeja Boboli
  - kościół parafialny - św. Andrzeja Boboli
- Siemiatycze - parafia Wniebowzięcia Najświętszej Maryi Panny
  - kościół parafialny - Wniebowzięcia Najświętszej Maryi Panny
- Siemiatycze-Stacja - parafia św. Apostołów Piotra i Pawła
- Tokary - parafia Podwyższenia Krzyża Świętego

## Sąsiednie dekanaty
Bielsk Podlaski, Brańsk, Drohiczyn, Hajnówka, Sarnaki